# Saint Andrews (Washington)
Saint Andrews az Amerikai Egyesült Államok északnyugati részén, Washington állam Douglas megyéjében elhelyezkedő önkormányzat nélküli település.
Saint Andrews postahivatala 1890 és 1957 között működött. Az 1890-ben alapított település névadója James Saint Andrews postamester.

## Fordítás
Ez a szócikk részben vagy egészben  a   Saint Andrews, Washington című angol Wikipédia-szócikk ezen változatának fordításán alapul.  Az eredeti cikk szerkesztőit annak laptörténete sorolja fel. Ez a jelzés csupán a megfogalmazás eredetét és a szerzői jogokat jelzi, nem szolgál a cikkben szereplő információk forrásmegjelöléseként.